# Sakmarium
| ❮ | System  | Serie       | Stufe         | ≈ Alter (mya) |
| - | ------- | ----------- | ------------- | ------------- |
| ❮ | später  | später      | später        | jünger        |
| ❮ | P e r m | Lopingium   | Changhsingium | 251,9 ⬍ 254,2 |
| ❮ | P e r m | Lopingium   | Wuchiapingium | 254,2 ⬍ 259,9 |
| ❮ | P e r m | Guadalupium | Capitanium    | 259,9 ⬍ 265,1 |
| ❮ | P e r m | Guadalupium | Wordium       | 265,1 ⬍ 268,8 |
| ❮ | P e r m | Guadalupium | Roadium       | 268,8 ⬍ 272,3 |
| ❮ | P e r m | Cisuralium  | Kungurium     | 272,3 ⬍ 279,3 |
| ❮ | P e r m | Cisuralium  | Artinskium    | 279,3 ⬍ 290,1 |
| ❮ | P e r m | Cisuralium  | Sakmarium     | 290,1 ⬍ 295,5 |
| ❮ | P e r m | Cisuralium  | Asselium      | 295,5 ⬍ 298,9 |
| ❮ | früher  | früher      | früher        | älter         |

Das Sakmarium ist in der Erdgeschichte eine chronostratigraphische Stufe des Unterperm bzw. des Cisuralium. Die Stufe reicht in absoluten Zahlen ausgedrückt (geochronologisch) von etwa 295,5 Millionen Jahren bis etwa 290,1 Millionen Jahren. Das Sakmarium folgt auf das Asselium und wird vom Artinskium abgelöst.

## Namensgebung und Geschichte
Das Sakmarium ist nach dem Nebenfluss Sakmara des Ural im Uralgebirge benannt. Stufe und Name wurden von Alexander Karpinski 1874 ursprünglich als Untereinheit des Artinskium vorgeschlagen.

## Definition und GSSP
Der Beginn des Sakmariums wurde an die Basis des Erstauftreten der Conodonten-Art Streptognathodus postfusus gelegt. Das Ende der Stufe ist mit dem Erstauftreten der Conodonten-Arten Sweetognathus whitei und Mesogondolella bisselli erreicht. Ein GSSP (global gültige Typlokalität und Typprofil) wurde bisher noch nicht ratifiziert.